# Maya Gysler
Maya Gysler (21 de julio de 2006) es una deportista noruega que compite en vela en la clase iQFoil. Ganó una medalla de plata en el Campeonato Europeo de IQFoil de 2024.

## Palmarés internacional
| \| Campeonato Europeo \| Campeonato Europeo \| Campeonato Europeo \| Campeonato Europeo \| \| Año \| Lugar \| Medalla \| Clase \| \| ------------------ \| ------------------ \| ------------------ \| ------------------ \| \| 2024 \| Cagliari (Italia) \| Medalla de plata \| iQFoil \| |                   |                  |        |
| Campeonato Europeo |                   |                  |        |
| Año | Lugar             | Medalla          | Clase  |
| 2024 | Cagliari (Italia) | Medalla de plata | iQFoil |